# Cressa jeanjusti
Cressa jeanjusti is een vlokreeftensoort uit de familie van de Cressidae. De wetenschappelijke naam van de soort is voor het eerst geldig gepubliceerd in 2005 door Krapp-Schickel.